# Bockari Kortu Stevens
Bockari Kortu Stevens (* 30. Dezember 1950 in Moyamba) ist ein sierra-leonischer Diplomat und Politiker (APC). Er war von 2008 bis 2019 der Botschafter Sierra Leones in den Vereinigten Staaten.

## Leben
Als weiterführende Schule besuchte er die Albert Academy in Freetown. Das Fourah Bay College in Freetown schloss er 1975 mit einem Bachelor of Arts in Geschichts- und Politikwissenschaft ab. An der London School of Economics and Political Science erhielt er im Juni 1982 ein Diplom in den Fächern Industrielle Beziehungen und Personalwesen. Später, von September 2001 bis Juni 2002 machte er einen Master of Arts in Refugee Studies an der University of East London. An der Capella University, einer kommerziellen Fernuniversität, belegte er einen Promotionsstudiengang.
Bockari Kortu Stevens gründete die Jugendorganisation National Youth League der Partei All People’s Congress.
Von 1976 bis 1981 arbeitete er als Leiter der Personalabteilung der Hafenbehörde Sierra Leones. In London arbeitete er ab 1993 für verschiedene Nichtregierungsorganisationen: als kommunaler Entwicklungshelfer für die Association of Sierra Leone Refugees, als Entwicklungshelfer im Flüchtlingsforum im Borough of Newham, für das Children’s Society Refugee and Homeless Team und als Aufbauhelfer für Basisorganisationen wie die Action for Voluntary Organisations aus Southwark.
Er ist ein Neffe von Siaka Stevens (1905–1988), der von 1971 bis 1985 Präsident Sierra Leones war. Bockari Kortu Stevens ist verheiratet und hat fünf Kinder.

## Diplomatischer Werdegang
Bockari Kortu Stevens war von 1988 bis 1992 Botschafter Sierra Leones in Guinea mit Mitakkreditierung für Kap Verde, Mali und Guinea-Bissau. Im Januar 2008 wurde er als Nachfolger von Sulaiman Tejan-Jalloh zum Botschafter Sierra Leones in Washington, D.C. ernannt. Den Posten trat er im März 2008 an. Mitakkreditiert war er für Brasilien, Kanada, Jamaika, Venezuela, Guyana, Trinidad und Tobago, die Bahamas, die Weltbank und den Internationalen Währungsfonds. Im Mai 2014 wurde er zum Sprecher der Botschaften der westafrikanischen Staaten in Washington berufen. Botschafter in den Vereinigten Staaten war er bis 2019. Sein Nachfolger dort wurde am 8. April 2019 Sidique Abou Bakarr Wai.